# プレミアシップ・ラグビー2025-26
プレミアシップ・ラグビー2025-26（2025–26 Premiership Rugby）は、イングランド国内ラグビーユニオン最高峰リーグの39シーズン目。ブランド再構築を行い、このシーズンから大会名を「プレム・ラグビー（Prem Rugby）」とした。スポンサー名を冠して「ギャラガー・プレム（Gallagher Prem）」ともいう。2025年9月25日から2026年6月20日まで開催予定。

## 概要
前2024–25シーズンと同じ10チームが参加し、レギュラーシーズン全18節を戦う。
上位4チームはプレーオフへ進出し、優勝を競う。3位決定戦は行わない。
最下位（10位）のチームは、下位大会チャンプ・ラグビーの優勝チームと、入替戦2試合を行う。ただし、下位大会優勝チームは、上位大会参入条件（スタジアム収容人数など）を満たしている必要がある。前シーズン（2024-25シーズン）下位大会 RFUチャンピオンシップで優勝したイーリング・トレイルファインダーズは、グラウンド収容人数と安全基準の要件を満たしていないとして、昇格できなかった。昇格チーム無しは、4シーズン連続。
開催期間の途中に、前シーズン上位8位までのチームは、「2025-26ヨーロピアンラグビーチャンピオンズカップ」に、9位～10位のチームはその下位大会「2025-26EPCRチャレンジカップ」に出場する。
開催期間中、11月にはイングランド代表のテストマッチ、2月から3月中旬までシックス・ネーションズが行われるため、それらの試合がある週は休止する。

## 出場チーム
| チーム（前回順位）                 | ヘッドコーチ               | キャプテン | スタジアム                             | 収容人数 | 本拠地, 地域                                           |
| ---------------------------------- | -------------------------- | ---------- | -------------------------------------- | -------- | ------------------------------------------------------ |
| ニューカッスル・レッドブルズ(10位) | スティーブ・ダイアモンド   |            | キングストン・パーク                   | 10,200   | ニューカッスル・アポン・タイン, タイン・アンド・ウィア |
| セール・シャークス(3位)            | アレックス・サンダーソン   |            | サルフォード・コミュニティ・スタジアム | 12,000   | サルフォード, グレーター・マンチェスター               |
| レスター・タイガース(2位・準優勝)  | ジェフ・パーリング         |            | ウェルフォード・ロード・スタジアム     | 25,849   | レスター, レスターシャー                               |
| ノーサンプトン・セインツ(8位)      | フィル・ドーソン           |            | フランクリンズ・ガーデンズ             | 15,249   | ノーサンプトン, ノーサンプトンシャー                   |
| グロスター(5位)                    | ジョージ・スカイヴィントン |            | キングスホルム・スタジアム             | 16,115   | グロスター, グロスタシャー                             |
| サラセンズ(6位)                    | マーク・マッコール         |            | StoneX Stadium                         | 10,500   | Hendon グレーター・ロンドン                            |
| ハーレクインズ(7位)                | ダニー・ウィルソン         |            | トゥイッケナム・ストゥープ             | 14,800   | トゥイッケナム, グレーター・ロンドン                   |
| ブリストル・ベアーズ(4位)          | パット・ラム               |            | アシュトン・ゲート・スタジアム         | 27,000   | ブリストル                                             |
| バース(1位・優勝)                  | ヨハン・ヴァン・グラーン   |            | レクリエーション・グラウンド           | 14,509   | バース, サマセット                                     |
| エクセター・チーフス(9位)          | ロブ・バクスター           |            | サンディ・パーク                       | 15,600   | エクセター, デヴォン                                   |

## 関連大会
本大会と同時期に、フランス最高峰リーグの「2025-26 トップ14」、ヨーロッパ強豪国と南アフリカ共和国が参加する「2025-26ユナイテッド・ラグビー・チャンピオンシップ」が開催される。
|          | ヨーロッパ6か国 および 南アフリカ共和国 ほか ・      |                                                 |                                                   |                                                                         | |
| 上位大会 | 2025-26ヨーロピアンラグビーチャンピオンズカップ      | 2025-26ヨーロピアンラグビーチャンピオンズカップ | 2025-26ヨーロピアンラグビーチャンピオンズカップ   | 2025-26ヨーロピアンラグビーチャンピオンズカップ                         | 2025-26ヨーロピアンラグビーチャンピオンズカップ                                                                        |
| 下位大会 | 2025-26EPCRチャレンジカップ                          | 2025-26EPCRチャレンジカップ                     | 2025-26EPCRチャレンジカップ                       | 2025-26EPCRチャレンジカップ                                             | 2025-26EPCRチャレンジカップ                                                                                            |
|          |                                                      |                                                 |                                                   |                                                                         | |
|          | イングランド                                         | フランス                                        |                                                   | アイルランド・スコットランド・ウェールズ・イタリア・南アフリカ共和国 ・ | アイルランド・スコットランド・ウェールズ・イタリア・南アフリカ共和国 ・                                                |
| 1部大会  | プレム・ラグビー2025-26 (ギャラガー・プレム2025-26)  | 2025-26 トップ14                                | 2025-26ユナイテッド・ラグビー・チャンピオンシップ | 2025-26ユナイテッド・ラグビー・チャンピオンシップ                       | |
|          |                                                      |                                                 |                                                   |                                                                         | |
| 2部大会  | チャンプ・ラグビー2025-26 (旧 RFUチャンピオンシップ) | 2025-26 プロD2                                  |                                                   | 各 国内リーグ                                                           | オールアイルランド・リーグ、 スコティッシュ・プレミアシップ、 スーパーラグビー・カムリ、 セリエAエリート、カリーカップ |
| 3部大会  | ナショナルリーグ1                                    | シャンピオナ・フェデラル・ナシオナル            |                                                   | 各 国内リーグ                                                           | オールアイルランド・リーグ、 スコティッシュ・プレミアシップ、 スーパーラグビー・カムリ、 セリエAエリート、カリーカップ |

## 日程
毎週の日程（各週末の最初の試合日を表示）
| 開催日             | 前シーズン1位～8位チーム                                                  | 前シーズン9位以下のチーム                                     |
| 2025年9月25日(木)  | プレム・ラグビー2025-26（第1節）                                          | プレム・ラグビー2025-26（第1節）                              |
| 2025年10月3日(金)  | プレム・ラグビー2025-26（第2節）                                          | プレム・ラグビー2025-26（第2節）                              |
| 2025年10月10日(金) | プレム・ラグビー2025-26（第3節）                                          | プレム・ラグビー2025-26（第3節）                              |
| 2025年10月17日(金) | プレム・ラグビー2025-26（第4節）                                          | プレム・ラグビー2025-26（第4節）                              |
| 2025年10月24日(金) | プレム・ラグビー2025-26（第5節）                                          | プレム・ラグビー2025-26（第5節）                              |
| 2025年11月1日(土)  | （オータム・ネーションズ・シリーズ2025 イングランド代表戦）               | （オータム・ネーションズ・シリーズ2025 イングランド代表戦）   |
| 2025年11月8日(土)  | （オータム・ネーションズ・シリーズ2025 イングランド代表戦）               | （オータム・ネーションズ・シリーズ2025 イングランド代表戦）   |
| 2025年11月15日(土) | （オータム・ネーションズ・シリーズ2025 イングランド代表戦）               | （オータム・ネーションズ・シリーズ2025 イングランド代表戦）   |
| 2025年11月22日(土) | （オータム・ネーションズ・シリーズ2025 イングランド代表戦）               | （オータム・ネーションズ・シリーズ2025 イングランド代表戦）   |
| 2025年11月28日(金) | プレム・ラグビー2025-26（第6節）                                          | プレム・ラグビー2025-26（第6節）                              |
| 2025年12月6日(土)  | 2025-26ヨーロピアンラグビー チャンピオンズカップ（プール戦1）             | 2025-26EPCRチャレンジカップ （プール戦1）                     |
| 2025年12月13日(土) | 2025-26ヨーロピアンラグビー チャンピオンズカップ（プール戦2）             | 2025-26EPCRチャレンジカップ （プール戦2）                     |
| 2025年12月19日(金) | プレム・ラグビー2025-26（第7節）                                          | プレム・ラグビー2025-26（第7節）                              |
| 2025年12月26日(金) | プレム・ラグビー2025-26（第8節）                                          | プレム・ラグビー2025-26（第8節）                              |
| 2026年1月2日(金)   | プレム・ラグビー2025-26（第9節）                                          | プレム・ラグビー2025-26（第9節）                              |
| 2026年1月10日(土)  | 2025-26ヨーロピアンラグビー チャンピオンズカップ（プール戦3）             | 2025-26EPCRチャレンジカップ （プール戦3）                     |
| 2026年1月17日(土)  | 2025-26ヨーロピアンラグビー チャンピオンズカップ（プール戦4）             | 2025-26EPCRチャレンジカップ （プール戦4）                     |
| 2026年1月24日(土)  | プレム・ラグビー2025-26（第10節）                                         | プレム・ラグビー2025-26（第10節）                             |
| 2026年1月31日(土)  | 休み                                                                      | 休み                                                          |
| 2026年2月7日(土)   | （2026年シックス・ネイションズ・チャンピオンシップ第1節開催）             | （2026年シックス・ネイションズ・チャンピオンシップ第1節開催） |
| 2026年2月14日(土)  | （2026年シックス・ネイションズ・チャンピオンシップ第2節開催）             | （2026年シックス・ネイションズ・チャンピオンシップ第2節開催） |
| 2026年2月21日(土)  | （2026年シックス・ネイションズ・チャンピオンシップ第3節開催）             | （2026年シックス・ネイションズ・チャンピオンシップ第3節開催） |
| 2026年2月28日(土)  | 休み                                                                      | 休み                                                          |
| 2026年3月7日(土)   | （2026年シックス・ネイションズ・チャンピオンシップ第4節開催）             | （2026年シックス・ネイションズ・チャンピオンシップ第4節開催） |
| 2026年3月14日(土)  | （2026年シックス・ネイションズ・チャンピオンシップ第5節開催）             | （2026年シックス・ネイションズ・チャンピオンシップ第5節開催） |
| 2026年3月21日(土)  | プレム・ラグビー2025-26（第11節）                                         | プレム・ラグビー2025-26（第11節）                             |
| 2026年3月28日(土)  | プレム・ラグビー2025-26（第12節）                                         | プレム・ラグビー2025-26（第12節）                             |
| 2026年4月4日(土)   | 2025-26ヨーロピアンラグビー チャンピオンズカップ （トーナメント1回戦）    | 2025-26EPCRチャレンジカップ （トーナメント1回戦）             |
| 2026年4月11日(土)  | 2025-26ヨーロピアンラグビー チャンピオンズカップ （トーナメント準々決勝） | 2025-26EPCRチャレンジカップ （トーナメント準々決勝）          |
| 2026年4月18日(土)  | プレム・ラグビー2025-26（第13節）                                         | プレム・ラグビー2025-26（第13節）                             |
| 2026年4月25日(土)  | プレム・ラグビー2025-26（第14節）                                         | プレム・ラグビー2025-26（第14節）                             |
| 2026年5月2日(土)   | 2025-26ヨーロピアンラグビー チャンピオンズカップ （トーナメント準決勝）   | 2025-26EPCRチャレンジカップ （トーナメント準決勝）            |
| 2026年5月9日(土)   | プレム・ラグビー2025-26（第15節）                                         | プレム・ラグビー2025-26（第15節）                             |
| 2026年5月16日(土)  | プレム・ラグビー2025-26（第16節）                                         | プレム・ラグビー2025-26（第16節）                             |
| 2026年5月23日(土)  | 2025-26ヨーロピアンラグビー チャンピオンズカップ （トーナメント決勝）     | 2025-26EPCRチャレンジカップ （トーナメント決勝）              |
| 2026年5月30日(土)  | プレム・ラグビー2025-26（第17節）                                         | プレム・ラグビー2025-26（第17節）                             |
| 2026年6月6日(土)   | プレム・ラグビー2025-26（第18節）                                         | プレム・ラグビー2025-26（第18節）                             |
| 2026年6月13日(土)  | プレム・ラグビー2025-26（プレーオフ準決勝）                               | プレム・ラグビー2025-26（プレーオフ準決勝）                   |
| 2026年6月20日(土)  | プレム・ラグビー2025-26（プレーオフ決勝）                                 | プレム・ラグビー2025-26（プレーオフ決勝）                     |
| 開催日             | 前シーズン1位～8位チーム                                                  | 前シーズン9位以下のチーム                                     |